# Sant Miquel de Mollet
Sant Miquel de Mollet és l'antiga església parroquial del poble nord-català de la Bastida, de la comarca del Rosselló.
És situada a la part superior de la població. Les seves restes estan actualment inserides en un habitatge particular inhabitat des de molts anys enrere.

## Història
És una església romànica documentada ja el 1011 amb el nom eccl. S. Michaelis de Molleto vel Molletello, quan es fixen els límits parroquials del poble que posteriorment s'anomenaria la Bastida, en relació amb els límits parroquials de Sant Sadurní de Bula d'Amunt. L'església actual de Sant Miquel de la Bastida va ser construït als segles xii i xiii, i la vella església de Sant Miquel de Mollet fou abandonada i passà a quedar integrada en un habitatge particular.

## Descripció
Devia ser una esglesiola d'una sola nau. Se'n conserva l'arc presbiterial i l'absis semicircular, amb finestra central d'una sola esqueixada.